# Alabat
Alabat ist eine philippinische Stadtgemeinde in der Provinz Quezon. 

## Geografie
Die Stadtgemeinde Alabat liegt etwa 160 km südöstlich von Manila, auf der gleichnamigen Insel Alabat, die der Nordostküste Luzons vorgelagert in der Bucht von Lamon liegt. Zum Schutz der natürlichen Ressourcen wurde das Alabat Watershed Forest Reserve 1987 etabliert.

## Baranggays
Alabat ist politisch in 19 Baranggays unterteilt.
| - Angeles - Bacong - Balungay - Buenavista - Caglate - Camagong - Gordon - Pambilan Norte - Pambilan Sur - Barangay 1 (Pob.) | - Barangay 2 (Pob.) - Barangay 3 (Pob.) - Barangay 4 (Pob.) - Barangay 5 (Pob.) - Villa Esperanza - Villa Jesus Este - Villa Jesus Weste - Villa Norte - Villa Victoria |

## Herkunft des Namens
Der Name Alabat leitet sich vom tagalesischen Wort alabat für Balustrade, die von den frühen Bewohnern an den Eingängen  der Hütten angebracht wurden, damit kleine Kinder nicht die nur über Leitern zu erreichenden aufgestelzten Häuser runterfallen.